# Kays Ruiz-Atil
Kays Ruiz-Atil (Lió, França, 26 d'agost de 2002) és un futbolista francès que juga com a migcampista, actualment al Francs Borains.

## Trajectòria

### Inicis de la carrera
Kays va néixer a Lió, en una família mixta francesa-marroquina. El seu pare, Radouan Atil és marroquí, i sa mare, Antonia Ruiz, és francesa. Va debutar l'any 2006 als 4 anys en les inferiors de Gerland del seu país natal, i posteriorment es va traspassar per un parell de mesos a l'Olympique de Lió. Va cridar l'atenció de la Masia, que el va fitxar als 7 anys per anar a viure a Barcelona i jugar al FC Barcelona. Però el 2015, després que el FC Barcelona fos castigat per comprar jugadors menors d'edat, va marxar al Paris Saint-Germain FC juvenil.

### Paris Saint Germain
Va debutar amb el Paris Saint-Germain FC en un amistós contra el Le Havre AC que el conjunt parisenc va guanyar 9-0. Va fer una altra aparició en un amistós el 17 de juliol contra Waasland-Beveren en el qual van guanyar per 7-0.
El juliol de 2021 va tornar al FC Barcelona per jugar al filial. Va signar per la les tres següents temporades, més dues d'opcionals, amb una clàusula de rescissió de 50 milions d'euros, que canviaria a 100 en cas de promoció al primer equip.

## Internacional
Nascut a França però amb orígens marroquins podia jugar amb qualsevol de les dues seleccions. Va ser seleccionat a l'agost de 2017 per jugar el Mundial sub-17 de l'Índia 2017 però després del Mundial va decidir jugar amb la selecció del Marroc sub-17.